# Helyi önkormányzatok Magyarországon
A  helyi önkormányzás „a helyi önkormányzatoknak azt a jogát és képességét jelenti, hogy – jogszabályi keretek között – a közügyek lényegi részét saját hatáskörükben szabályozzák és igazgassák a helyi lakosság érdekében. E jogot olyan tanácsok vagy testületek gyakorolják, amelyeknek tagjait egyenlő, közvetlen és általános választójogon alapuló szabad és titkos szavazással választják, és amelyek nekik felelős végrehajtó szervekkel is rendelkezhetnek.”
A helyi önkormányzatok Magyarországon a rendszerváltás után, a Helyi Önkormányzatok Európai Chartájáról szóló, Strasbourgban, 1985. október 15-én kelt egyezmény szellemében, a tanácsrendszert megszüntető 1990. évi LXV. törvény alapján jöttek létre. A 2010. évi országgyűlési választások után az Országgyűlés által elfogadott Alaptörvény alapján 2012. január 1-jétől a Magyarország helyi önkormányzatairól szóló 2011. évi CLXXXIX. törvény (Mötv.) határozza meg a helyi önkormányzatok működésének szabályait.

## Fajtái
A helyi önkormányzat gyűjtőfogalom. A hatályos 2011. évi CLXXXIX. törvény szerint:
A helyi önkormányzás joga a települések (települési önkormányzatok) és a vármegyék (területi önkormányzatok) választópolgárainak közösségét illeti meg.
Települési önkormányzatok a községekben, a városokban, járásszékhely városokban, megyei jogú városokban és a fővárosi kerületekben működnek.
A vármegyei önkormányzat területi önkormányzat, amely törvényben meghatározottak szerint területfejlesztési, vidékfejlesztési, területrendezési, valamint koordinációs feladatokat lát el.
A fővárosi önkormányzat települési és területi önkormányzat.

## Történetük
A dualizmus időszakában, 1870-től, a helyi közigazgatás végző törvényhatóságok önkormányzati jogosítványokkal rendelkeztek: saját belügyeikben önállóan határoztak, szabályrendeleteket alkothattak, ezeket végrehajthatták saját közegeikkel, tisztviselőiket maguk választhatták. Az önkormányzat és a közigazgatás költségeit ők maguk állapították meg és gondoskodtak ezek fedezetéről.
A második világháború után a tanácsrendszer nem az önkormányzás, hanem a demokratikus centralizmus elvén alapult.

## A helyi önkormányzatok hatásköre
A  magyar helyi önkormányzás a helyi közigazgatási szervek jogszabályok keretein belüli jogát, lehetőségeit jelenti a közügyek jelentős részének saját hatáskörben és a lakosság érdekében történő szabályozása és igazgatása terén. Az önkormányzati törvény (Mötv.) az ellátandó feladatok közül azokat nevesíti, emeli ki, amelyek a helyi társadalom közösségi életének legfontosabb területeit érintik.
A helyi önkormányzás lehetővé teszi, hogy a választópolgárok helyi közössége – közvetlenül, illetőleg a választott helyi önkormányzata útján – önállóan és demokratikusan intézze a helyi érdekű közügyeit.
A helyi önkormányzat ellátja a törvényben meghatározott kötelező és az általa önként vállalt feladat- és hatásköröket. A helyi önkormányzás joga a települések (települési önkormányzatok) és a vármegyék (területi önkormányzatok) választópolgárainak közösségét illeti meg. A választópolgárok választott képviselőik útján és a helyi népszavazáson történő részvételükkel gyakorolják az önkormányzáshoz való közösségi jogaikat.
A helyi közügyek a lakosság közszolgáltatásokkal való ellátásához, a közhatalom önkormányzati típusú helyi gyakorlásához, valamint mindezek szervezeti, személyi és anyagi feltételeinek helyi megteremtéséhez kapcsolódnak. A helyi önkormányzat – a törvény keretei között – önállóan szabályozhatja, illetőleg egyedi ügyekben szabadon igazgathatja a feladat- és hatáskörébe tartozó helyi közügyeket. Döntését az Alkotmánybíróság, illetve bíróság kizárólag jogszabálysértés esetén bírálhatja felül.
A helyi önkormányzat – a választott helyi képviselő-testület által, vagy a helyi népszavazás döntésével – önként vállalhatja minden olyan helyi közügy önálló megoldását, amelyet jogszabály nem utal más szerv hatáskörébe. Az önként vállalt helyi közügyekben az önkormányzat mindent megtehet, ami jogszabályt nem sért. Az önként vállalt helyi közügyek megoldása nem veszélyeztetheti a törvény által kötelezően előírt önkormányzati feladat- és hatáskörök ellátását.

## A helyi önkormányzatok típusai
Magyarország területi tagozódásáról az Alkotmány rendelkezik. Ehhez illeszkednek az önkormányzati szintek is. A helyi önkormányzatok két típusa különböztethető meg: a települési és a vármegyei (vagy másképpen területi) önkormányzatok. A települési önkormányzatok helyi önkormányzatok, a vármegyei önkormányzatok a területi tagozódás alapján területi, az önkormányzáshoz való jog alapján helyi önkormányzatnak minősülnek.
Az önkormányzatok szintje között nincsen alá- és fölérendeltségi viszony, nem utasíthatják egymást, a kölcsönös érdekeket szem előtt tartván együttműködnek, és tiszteletben tartják egymás helyi önkormányzáshoz való jogát, autonómiáját.

## A helyi önkormányzatok gazdálkodása
A helyi önkormányzat költségvetése az államháztartás része. (Az állami költségvetési tervezés önkormányzatokat érintő feladatait az államháztartásért felelős miniszter és a helyi önkormányzatokért felelős miniszter végzi.) Az önkormányzati alrendszer költségvetése a központi költségvetéstől elkülönül, ahhoz központi költségvetési támogatásokkal kapcsolódik.
A helyi önkormányzatok feladataik ellátása során kötelesek tiszteletben tartani a kiegyensúlyozott, átlátható és fenntartható költségvetési gazdálkodás elvét.
A helyi önkormányzat gazdálkodásának alapja az éves költségvetése. Ebből finanszírozza és látja el törvényben meghatározott kötelező, valamint a kötelező feladatai ellátását nem veszélyeztető önként vállalt feladatait. E feladatok ellátásának forrásait és kiadásait a helyi önkormányzat egységes költségvetési rendelete elkülönítetten tartalmazza.
A költségvetési rendeletben működési hiány nem tervezhető. A helyi önkormányzat gazdálkodásának biztonságáért a képviselő-testület, a gazdálkodás szabályszerűségéért a polgármester felelős. 

### A helyi önkormányzatok saját bevételei
A helyi önkormányzatokról szóló törvény értelmében a helyi önkormányzatok saját bevételei következők lehetnek:
- a) a helyi adók;
- b) saját tevékenységből, vállalkozásból és az önkormányzati vagyon hasznosításából származó bevétel, nyereség, osztalék, kamat és bérleti díj;
- c) átvett pénzeszközök;
- d) törvény alapján az önkormányzatot megillető illeték, bírság, díj;
- e) az önkormányzat és intézményei egyéb sajátos bevételei.[14]

A helyi adók tekintetében fontos kiemelni, hogy a fővárosi és a fővárosi kerületi önkormányzat is jogosult heyi adó bevezetésére és működtetésére az e törvényben rögzített feladatellátás alapján. Az adókivetés, bevezetés és működtetés rendjét az állam szabályozza törvényben.